# Karamile
Karamile est un village d'Éthiopie.

## Histoire
Jules Borelli, le 20 mai 1887 y observe (il écrit Warra-Bellé), le tronc d'arbre près duquel fut assassiné Édouard-Henri Lucereau. Lucereau (qui écrit Ouarabelly), y a été assassiné avec les six membres de son expédition dans des circonstances indéterminées par des guerriers de la tribu des Gallas le 17 octobre 1880.